# Nahukuá
Els nahukuá són membres d'un petit grup ètnic indígena a la zona alta del riu Xingu del Brasil, al parc indígena del Xingu. La seva població era de 143 habitants el 2014, cosa que els converteix en el grup més petit de la regió.

## Història
Quan els exploradors alemanys van trobar el poble nahukuá a la fi del segle xix, inicialment es van agrupar amb altres dues tribus que vivien a la regió (els kalapalo i kuikuro, en lloc de reconeguts com el seu propi grup únic. Un altre grup d’exploradors posteriors només va esmentar de passada els nahukuá, especulant sobre els orígens del poble nahukuá a la Guaiana sudoccidental.
Els primers exploradors van assenyalar que el nahukuá tenia diversos pobles al llarg dels rius Kurisevo i Kuluene. A la dècada de 1940, però, la població nahukuá s’havia reduït a només 28. El 1954, alguns creien que el nahukuá ja es podien haver estat extingit. En algun moment posterior al 1948, les baixes poblacions nahukuá van fer que el grup ètnic dissolgués el seu darrer poble existent en aquell moment. A la dècada de 1960, per encoratjament dels germans Villas-Bôas, els nahukuá van crear un nou poble a un lloc més proper als kalapalo. Aquest poble va ser finalment abandonat, a causa de la superstició sobre un assassinat, que els nahukuá va atribuir a la bruixeria.
El 1977 es va instal·lar el nou poble nahukuá a la vora del riu Culuene. Les poblacions nahukuá, que havien anat augmentant des de la introducció d’una sanitat moderna adequada a la zona alta del riu Xingu als anys seixanta, van continuar augmentant després de la fundació d’aquest nou poble.